# Vicia bakeri
Vicia bakeri är en ärtväxtart som beskrevs av Syed Irtifaq Ali. Vicia bakeri ingår i släktet vickrar, och familjen ärtväxter. Inga underarter finns listade i Catalogue of Life.